# Strużal
Strużal est un village de Pologne situé en Couïavie-Poméranie, dans le Powiat de Toruń et dans le gmina (commune) de Chełmża.
Entre 1975 et 1998, la ville faisait administrativement partie de la voïvodie de Toruń.